# Cisteina endopeptidasi
Le cisteina endopeptidasi o cisteina proteasi (CP) sono enzimi protolitici di origine vegetale. Devono il nome ad una classificazione basata sulla tipologia di sito catalitico: l'attività di tutte le CP dipende da una
diade catalitica di cisteina e istidina che si mantiene conservata tra le diverse famiglie.

## Cisteina endopeptidasi vegetali
Alcune di queste proteasi vengono prodotte nelle piante e possono essere estratte in quanto utili all'uomo per diverse applicazioni. In particolare sono ottenute da piante tropicali come Carica papaya, Ananas comosus e Ficus sp. Tra queste si possono citare la papaina, la bromelina e la ficina.

## Applicazioni
Alcune serina endopeptidasi sono di notevole importanza commerciale, trovano ampia applicazione nelle tecnologie alimentari, in particolar modo nella birrificazione, panificazione e per l’intenerimento della carne.